# 阿尔米达·德瓦尔
阿尔米达·德瓦尔（瑞典語：Almida de Val，1997年9月12日—），瑞典女子冰壶运动员。她曾代表瑞典参加2022年冬季奥林匹克运动会冰壶比赛，与奥斯卡·埃里克松搭档获得混合双人铜牌。